# 윤인함 묘
윤인함 묘는 대한민국 경기도 연천군 청산면 백의리에 있다. 1987년 12월 29일 연천군의 향토문화재 제9호로 지정되었다.

## 개요
윤인함(1531~1597)은 조선초기의 문신으로 문장과 그림에 능하였고, 사후에 이조참판, 대제학에 증직되었다.